# Гордана Обрадовић
Гордана Б. Обрадовић (Доња Будрига, Гњилане, 1961) српски је новинар, хроничар и публициста.

## Биографија
Рођена је 22. фебруара 1961. године у селу Доња Будрига код Гњилана, на Косову и Метохији, где је завршила основну школу. Средњу школу, гимназију је завршила у Гњилану и Факултет политичких наука, одсек новинарство у Београду.
По завршетку школовања радила је као новинар у Радио Гњилану, а од 1985. године и преласком у Обреновац радила је у општинском гласилу „Информације”, „Обреновачким новинама” и у Радио Обреновцу, где и данас ради. Истовремено је била ангажована као дописник бројних гласила и листова: „Јединство”, Новинске агенције „Танјуг”, листа „ЕПС” и других.
Живи у Обреновцу, а подршку у писању и истраживању јој пружа породица, супруг Горан и деца Дамјан и Срна.